# Árpád Tamásy
Árpád Tamásy von Fogaras (9. prosince 1861 Köhalom, Sedmihradsko, dnes Rupea, Rumunsko – 1. února 1939 Budapešť) byl rakousko-uherský generál maďarského původu. V c. k. armádě sloužil od roku 1881, působil u různých posádek v celé monarchii a jako štábní důstojník ve Vídni. Řadu let byl vysokým úředníkem na uherském ministerstvu zeměbrany, kde zastával funkci sekčního šéfa (1904–1914). Na začátku první světové války byl povolán jako zástupce velitele do pevnosti Přemyšl a během obléhání Přemyšlu vynikl osobním nasazením. Po dobytí pevnosti byl v letech 1915–1918 ruským zajatcem. Po propuštění ze zajetí v roce 1918 byl v hodnosti polního zbrojmistra pověřen velením postupně dvou armádních sborů na italské frontě, kde setrval až do konečné porážky rakousko-uherské armády v listopadu 1918. Po odchodu do penze žil v soukromí v Budapešti.

## Životopis

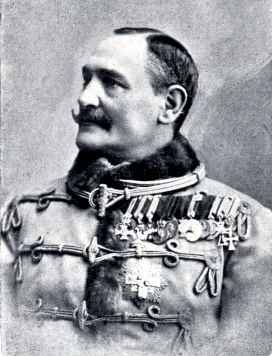
Polní zbrojmistr Árpád Tamásy von Fogaras (1918)

Pocházel ze staré uherské rodiny povýšené v roce 1613 do šlechtického stavu. Studoval na gymnáziu v Sibiu, první vojenskou průpravu získal na jezdecké akademii v Hranicích a v letech 1878–1881 studoval na Technické vojenské akademii ve Vídni. Do armády vstoupil jako poručík v roce 1881 u technických praporů v Itálii a ve Slovinsku. V letech 1886–1888 si doplnil vzdělání na Válečné škole (K.u.k. Kriegsschule) ve Vídni a v hodnosti nadporučíka přešel k železničnímu a telegrafnímu oddílu v Korneuburgu, později vystřídal službu v Krakově, Mostaru, Sarajevu a Terebovlji. V roce 1897 získal hodnost majora a další čtyři roky byl přidělen k císařské vojenské kanceláři ve Vídni (1897–1901). Jako podplukovník byl v roce 1901 přeložen k 18. pluku honvédů v Šoproni. V roce 1904 byl povýšen na plukovníka a krátce vedl IV. oddělení na uherském ministerstvu zeměbrany.
V letech 1904–1914 zastával funkci sekčního šéfa na uherském ministerstvu zeměbrany a mezitím postupoval v hodnostech (generálmajor 1910, polní podmaršál 1913). V červnu 1914 byl povolán na ministerstvo války do Vídně, kde byl pověřen zastupováním ministra při jednáních se zahraničními delegacemi. Na začátku první světové války převzal velení 23. divize honvédů určené původně na srbskou frontu. Jednotky již byly na pochodu do Srbska, ale nakonec dostaly příkaz přemístit se po železnici do Haliče, kde dostaly úkol bránit pevnost Přemyšl proti ruským vojskům. Tamásy orgnizoval opevňovací práce a ve dvou fázích ruského obléhání se několikrát vyznamenal osobní statečností. Pevnost Přemyšl nakonec padla v březnu 1915 a celá rakousko-uherská posádka v počtu 120 000 vojáků padla do ruského zajetí. Zajati byli i vrchní velitel Přemyšlu generál Kusmanek a jeho zástupce Tamásy, těm se ale od ruských důstojníků dostalo velkorysého přijetí. Během pobytu v zajetí byl Tamásy povýšen do hodnosti polního zbrojmistra (1917).

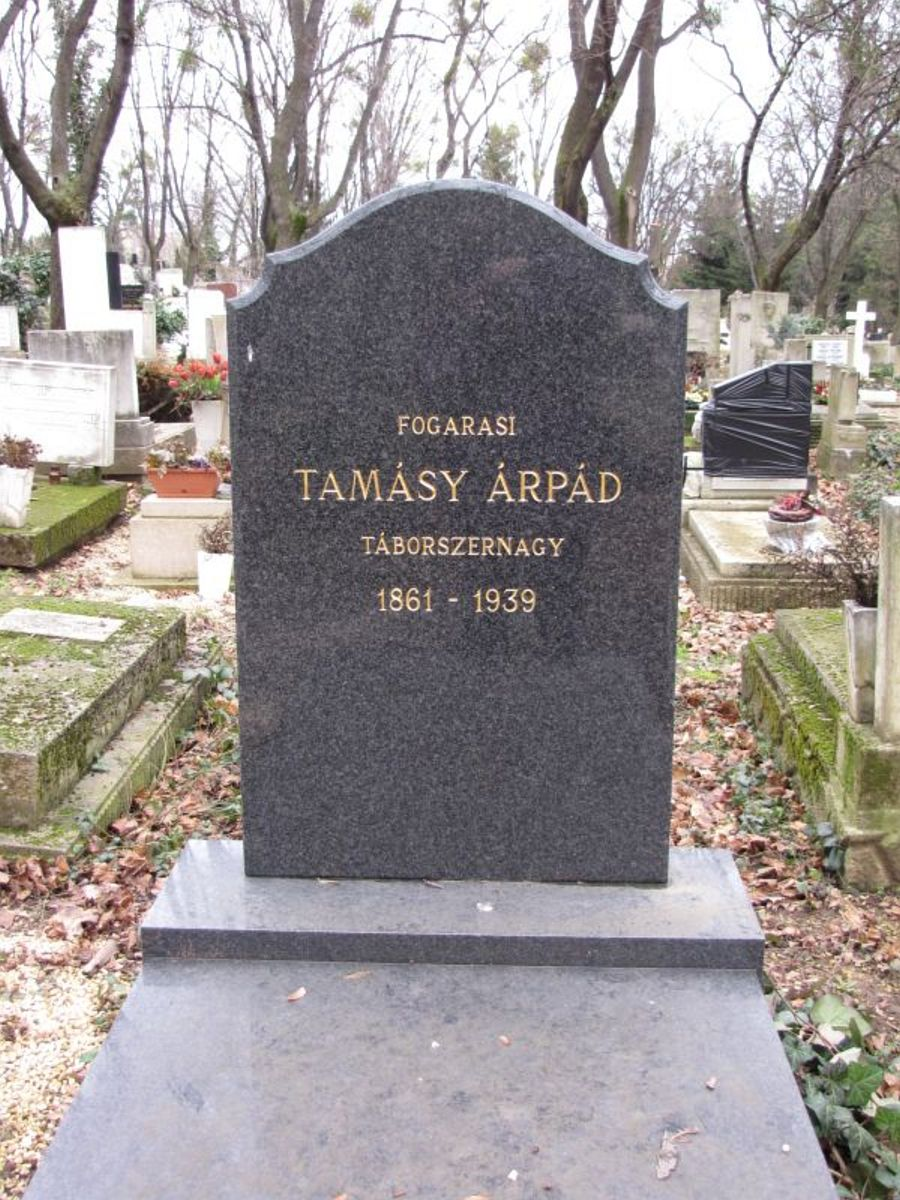
Hrob Árpáda Tamásyho v Budapešti

Na základě podmínek Brestlitevského míru z února 1918 byli rakousko-uherští zajatci z přemyšlské pevnosti propuštěni. Na rozdíl od Kusmanka se Tamásy vrátil do aktivní služby, byla mu potvrzena hodnost polního zbrojmistra a převzal velení 20. pěší divize honvédů, krátce nato byl jmenován velitelem 22. armádního sboru, v jehož čele stál do července 1918. Poté převzal velení 4. armádního sboru a s ním se zúčastnil bojů na italské frontě. Jeho jednotky složené převážně z maďarských vojáků trpěly značným početním úbytkem v důsledku hromadných dezercí. Zbytky sboru byly rozprášeny v konečné porážce rakousko-uherské armády u Vittorio Veneta. K datu 1. ledna 1919 byl Tamásy penzionován a od té doby žil v soukromí v Budapešti.

## Tituly a ocenění
Jako velitel armádního sboru obdržel v roce 1918 titul c. k. tajného rady s nárokem na oslovení Excelence. Během vojenské služby získal řadu vyznamenání v Rakousku-Uhersku i od zahraničních panovníků.
- Válečná medaile (1882)
- Jubilejní pamětní medaile (1898)
- Vojenská záslužná medaile (1900)
- Řád železné koruny III. třídy (1902)
- Vojenský záslužný kříž (1907)
- Vojenský jubilejní kříž (1908)
- rytířský kříž Leopoldova řádu (1910)
- komtur Řádu Františka Josefa s hvězdou (1914)
- Řád železné koruny II. třídy s válečnou dekorací (1914)
- komandérský kříž Leopoldova řádu s válečnou dekorací (1918)
- Vyznamenání za zásluhy o Červený kříž s válečnou dekorací (1918)

- komandér Danebrožského řádu (1898, Dánsko)
- Vojenský záslužný kříž (Španělsko, 1909)